# Koivusaari (ö i Finland, Lappland, Rovaniemi, lat 66,08, long 26,98)
Koivusaari är en ö i Finland. Den ligger i sjön Ristijärvi och Välttämönselkä och i kommunen Ranua i den ekonomiska regionen  Rovaniemi ekonomiska region  och landskapet Lappland, i den norra delen av landet, 700 km norr om huvudstaden Helsingfors. Öns area är 29,1 hektar och dess största längd är 0,9 kilometer i nord-sydlig riktning.